# Al-Āmidī
Al-Āmidī, mit vollem Namen Saif ad-Dīn ʿAlī ibn Abī ʿAlī ibn Muhammad at-Taghlabī al-Āmidī (arabisch سيف الدين علي بن أبي علي بن محمد التغلبي الآمدي, DMG Saif ad-Dīn ʿAlī b. Abī ʿAlī b. Muḥammad at-Taġlabī al-Āmidī * 1156 oder 1157; † 1233), war ein islamischer Rechtsgelehrter und Theologe.
Al-Amidi studierte zuerst bei hanbalitischen Lehrern in Āmid, wurde später als Schüler von Ibn Fadlan in Bagdad Anhänger der schafiitischen Richtung. Bei einem christlichen Lehrer erhielt er Einblick in Philosophie, musste Bagdad aufgrund seiner Beschäftigung damit verlassen und ging nach Syrien, wo er auch dem Mystiker Suhrawardi begegnete.
Nachdem er auch dort wegen seiner philosophischen Interessen auf Feindseligkeiten stieß, zog er 1196 nach Ägypten. Dort verfasste er sein großes theologisches Werk, die Abkār al-afkār / أبكار الأفكار. Auch in Ägypten geriet Amidi in Schwierigkeiten, so dass er zurück nach Syrien zog. In dieser Zeit schrieb er sein Werk "Stärkung der Herrschenden in den Grundlagen der Rechtsregeln" (Iḥkām al-ḥukkām fī uṣūl al-aḥkām), das er dem ayyubidischen Herrscher al-Muʿazzam widmete. Darin hat er eine komplexe kommunikationstheoretische Lehre von dem Zeichenwert (dalāla) von Wörtern entwickelt, die sich an al-Ghazālī anlehnt.
Ein kürzeres Werk aus dieser Zeit hatte den Titel Muntaha al-sul fi al-usul / منتهى السول في الأصول / Muntahā s-sūl fī l-uṣūl. Auch in Syrien wurde al-Āmidī angefeindet, weswegen er die letzten Monate seines Lebens als Gefangener in seinem eigenen Haus verbrachte.

## Belege
1. ↑  Vgl. Mohamed Mohamed Yunis Ali: Medieval Islamic Pragmatics. Sunni Legal Theorists' Models of Textual Communication. Richmond, Surrey 2000. S. 180–185.